# 巴拉勒巴勒
巴拉勒巴勒（魯凱語：Baralebale），是台灣魯凱族傳說中的一種神秘的生物，又被稱為龍神，人一看到牠們就會死。

## 簡述
因為見到巴拉勒巴勒的人相當少，魯凱族對於牠們的外型沒有特別清楚的描述，只知道是一種巨大的爬蟲類、頭上長著兩隻角、還有兩條細長的鬍鬚，有點類似漢人文化中的龍，但更加難以捉摸，牠們生活在靈界區域（taidridringanane）的水潭中，是靈界（aidridringane）的顯現，會帶來厄運。雖然牠們不會攻擊人，但看到的人就會死，之前有一個好茶（Kucapungane）部落的人在河中看到一條巴拉勒巴勒，隨即很快便死去了，也因為沒多少人看過，族人對他的認知少之又少。

## 其他
魯凱族傳說中有一種巨蛇：利琉固（Liliwku），和巴拉勒巴勒一樣難以捉摸，而且巴拉勒巴勒全是雄性，而利琉固全是雌性。